# 夏侯威
夏侯 威（かこう い、生没年不詳）は、中国三国時代の魏の武将・政治家。字は季権。父は夏侯淵。兄は夏侯衡・夏侯覇・夏侯称。弟は夏侯栄・夏侯恵・夏侯和。『三国志』魏志「諸夏侯曹伝」「方技伝」・『晋書』「羊祜伝」に記述がある。

## 人物
男気のある人物だったという（「諸夏侯曹伝」が引く『世語』）。太和年間、他の3人の兄弟と共に関内侯に封じられた（「諸夏侯曹伝」）。
ある年、泰山郡に赴任した時、泰山の名門出身である羊祜と出会って相互に語り合った結果、夏侯威はこの青年が只者ではないと評価し、姪（夏侯覇の娘）を羊祜に嫁がせ縁戚関係を結んだという（「羊祜伝」）。
荊州刺史を務めた後、最終的には兗州刺史となった（「諸夏侯曹伝」及び同伝引く『世語』）。
これより以前、曹丕が太子（五官中郎将）であったころ、曹操に召し出されていた人相見の朱建平という人物を呼び出し、自分や周囲の人達の人相を見させたことがあった。このとき、朱建平は夏侯威の人相を見て、49歳の時には州牧（刺史より権限が強いが、魏ではほとんど任命されなかった）に昇るが、そのときに災難があり、それを乗り越えれば70歳まで生き、天子の後見役を任されるだろうと予言した。夏侯威はほぼ予言通り州刺史になっていたが、49歳の時12月上旬になると病にかかったため、朱建平の言葉を思い出し覚悟を決め、遺言を作り葬儀の準備をさせた。ところが、12月下旬には病が快方に向かっていったので、50歳になる（数え年では新年ごとに年齢を増やす）前日に回復祝いの酒宴を開き「朱建平の戒めた時期も、確かに無事に過ごせた」と言った。ところが、その日の深夜に病が再発し死去したという（「方技伝」）。
子孫は司馬氏と通婚関係を結び、東晋の帝室の外戚となるなど栄えた（「諸夏侯曹伝」が引く『世語』）。
小説『三国志演義』では、兄弟の夏侯覇・夏侯恵・夏侯和と共に司馬懿の抜擢を受け、諸葛亮の北伐の防衛に当たる魏将として登場する。

## 一族

### 妻妾
- 曹夫人（曹真の末妹）

### 子
- 夏侯駿（字は長容）
- 夏侯荘（字は仲容）

### 孫
- 夏侯湛（字は孝若）
- 夏侯淳（字は孝沖）
- 夏侯琬
- 夏侯瑫
- 夏侯謨
- 夏侯総
- 夏侯瞻
- 夏侯光姫（字は銅環、西晋の琅邪王司馬覲の夫人で、東晋の元帝司馬睿の生母）

いずれも夏侯荘の子。

### 曾孫
- 夏侯承（字は文子、夏侯淳の子）